# ヒルベルト・ラミレス
ヒルベルト・ラミレス（Gilberto Ramírez、1991年6月19日 - ）は、メキシコのプロボクサー。シナロア州マサトラン出身。現WBAスーパー・WBO世界クルーザー級統一王者。元WBO世界スーパーミドル級王者。世界2階級制覇王者。

## 来歴

### アマチュア時代
ラミレスは3度メキシコジュニアチャンピオンに輝いたことがある。

### プロ時代

#### スーパーミドル級
2009年8月21日、18歳でプロデビュー。初回41秒KO勝ちを収めデビュー戦を白星で飾った。
2010年12月17日、ロゲリオ・メディナとWBC世界スーパーミドル級ユース王座決定戦を行い、6回2分14秒TKO勝ちを収め王座獲得に成功した。
2011年7月16日、オニー・バルガスと対戦し、2回1分42秒TKO勝ちを収め初防衛に成功した。
2011年9月24日、アミルカー・エドガルド・フネス・メリアンと対戦し、5回TKO勝ちを収め2度目の防衛に成功した。
2011年11月26日、サムエル・ミラーと対戦し、4回TKO勝ちを収め3度目の防衛に成功した。
2012年4月14日、ジェイミー・バルボサと対戦し、10回3-0（100-90、100-91、97-93）の判定勝ちを収め4度目の防衛に成功した。
2012年8月25日、リカルド・グティエレスと対戦し、10回3-0（3者とも100-90）の判定勝ちを収め5度目の防衛に成功した。
2012年11月17日、マルクス・アップショーと対戦し、10回3-0（98-92、2者が99-90）の判定勝ちを収め6度目の防衛に成功した。
2013年4月20日、アレナ・シウダ・デ・メヒコでファン・デ・アンヘルとミドル級10回戦を行い、3回2分6秒KO勝ちを収め、トップランク社契約初戦を白星で飾った。
2014年4月11日、マンダレイ・ベイ・イベント・センターで空位のNABF北米スーパーミドル級王座並びにNABO北米スーパーミドル級王座決定戦をジョバンニ・ロレンソと行い、5回2分47秒TKO勝ちを収めNABF王座の獲得に成功、NABO王座の獲得にも成功した。
2014年7月19日、マカオのザ・ベネチアン・マカオ内コタイ・アリーナで鄒市明VSルイス・デ・ラ・ロサの前座でNABF北米王座防衛とWBOインターナショナルスーパーミドル級王座決定戦を兼ねてジュニア・タリペウと対戦し、初回1分58秒TKO勝ちを収めNABF王座の初防衛及びWBOインターナショナル王座を獲得した。
2015年11月24日、WBOがアルツール・アブラハムと指名試合を行うよう指令を出した。30日以内に合意に達しなければ入札を指示を受けた。
2016年1月9日にアルツール・アブラハム陣営とヒルベルト・ラミレス陣営が指名試合を行うことで合意したと報道されたが、交渉は決裂し同月13日に入札が行われ、アブラハムを擁するウィルフリード・ザウアーラントのザウアーラント・イベントが156万3057ドルを提示。ラミレス擁するトップランクの入札額150万ドルを僅かながら上回りザウアーラント・イベントが落札した。
2016年1月19日、ドイツでの試合開催になる予定だったが、トップランクが入札時より更に資金を積んでアメリカ開催で交渉をまとめ上げた。
2016年4月9日、MGMグランド・ガーデン・アリーナでマニー・パッキャオVSティモシー・ブラッドリーの前座でWBO世界スーパーミドル級王者のアルツール・アブラハムと対戦し、12回3-0（3者共120-108）の判定勝ちを収め王座獲得に成功した。4月16日、WBOはラミレスを2016年4月度の月間MVPに選出した。
2016年7月5日、同月23日にMGMグランド・ガーデン・アリーナでWBO世界スーパーミドル級14位のドミニク・ビティッチと対戦し、初防衛を目指す予定だったが、スパーリング中に右拳の腱を断裂したため中止となった。
2017年4月22日、スタブハブ・センター・テニスコートでオスカル・バルデスVSミゲル・マリアガの前座で、WBO世界スーパーミドル級9位のマックス・ブーサックと対戦し、12回3-0（3者とも120-106）の判定勝ちを収め初防衛に成功した。
2017年9月22日、ツーソン・コンベンション・センターでオスカル・バルデスVSジェネシス・セルバニアの前座で、WBO世界スーパーミドル級1位のジェシー・ハートと対戦し、12回3-0（115-112×2、114-113）の判定勝ちを収め2度目の防衛に成功した。
2018年2月3日、テキサス州コーパスクリスティのアメリカン・バンク・センターで、WBO世界スーパーミドル級4位のハビブ・アメドと対戦し、6回2分31秒TKO勝ちを収め3度目の防衛に成功した。
2018年6月30日、オクラホマ州オクラホマシティのチェサピーク・エナジー・アリーナで、WBO世界スーパーミドル級10位のロアマー・アレクシス・アングロと対戦し、12回判定勝ちを収め4度目の防衛に成功した。
2018年12月14日、テキサス州コーパスクリスティのアメリカン・バンク・センターでジェシー・ハートと対戦し、12回2-0（115-113×2、114-114）の判定勝ちを収め5度目の防衛に成功した。

#### ライトヘビー級
2019年4月12日、ステイプルズ・センターでトミー・カーペンシーとライトヘビー級12回戦を行い、カーペンシーが4回終了時に棄権しTKO勝ちとなりライトヘビー級転向戦を制した。
2019年5月13日、WBO世界スーパーミドル級王座を返上した。
2020年7月18日、ボブ・アラムのトップランク社から離脱してフリーエージェントになったことを発表した。
2020年11月12日、新しいプロモーターであるスルド・プロモーションズを設立した。
2021年2月26日、オスカー・デ・ラ・ホーヤのゴールデンボーイ・プロモーションズと契約したことを発表した。
2021年12月18日、WBA世界ライトヘビー級5位のユニエスキ・ゴンサレスとWBA世界ライトヘビー級挑戦者決定戦で対戦し、10回TKO勝ちを収め、スーパー王者ディミトリー・ビボルへの挑戦権を獲得した。
2022年5月14日、オンタリオのトヨタ・アリーナでWBA世界ライトヘビー級1位でIBO世界ライトヘビー級王者のドミニク・ボーセルとWBA世界ライトヘビー級挑戦者決定戦で対戦し、4回KO勝ちを収めディミトリー・ビボルへの挑戦権を獲得した。
2022年11月5日、アブダビ・ヤス島のエティハド・アリーナでWBA世界ライトヘビー級スーパー王者ディミトリー・ビボルと対戦し、12回判定負けを喫し王座獲得と2階級制覇に失敗すると同時に、45戦目での初黒星となった。
2023年3月18日、カリフォルニア州ロングビーチのウォルター・ピラミッドでガブリエル・ロサドとライトヘビー級契約で対戦予定だったが、ラミレスが前日の非公式計量で182.6ポンドで計量し、7.6ポンド（3.4キロ）の体重超過の失態を犯し、このため試合は中止になった。

#### クルーザー級
2024年3月30日、カリフォルニア州イングルウッドのYouTubeシアターでWBA世界クルーザー級スーパー王者のアルセン・グラミリアンに挑戦し、12回3-0（118-110×3）の判定勝ちを収めメキシコ人ファイターでこの階級初めての王座戴冠と2階級制覇を達成した。この試合でグラミリアンは62万5千ドル（約9460万円）、ラミレスは40万ドル（約6050万円）のファイトマネーを稼いだ。
2024年11月16日、リヤドのザ・ヴェニューで行われたリヤド・シーズン「ラティーノ・ナイト」でWBO世界クルーザー級王者のクリス・ビラム＝スミスと王座統一戦を行い、12回3-0（116-112×2、116-113）の判定勝ちを収めWBA王座初防衛と王座統一に成功した。

## 戦績
- プロボクシング：48戦 47勝 (30KO) 1敗

| 戦           | 日付           | 勝敗 | 時間     | 内容    | 対戦相手                                 | 国籍             | 備考                                                      |
| ------------ | -------------- | ---- | -------- | ------- | ---------------------------------------- | ---------------- | --------------------------------------------------------- |
| 1            | 2009年8月21日  | ☆    | 1R 0:41  | KO      | へセス・マハジャネス                     | メキシコ         | プロデビュー戦                                            |
| 2            | 2009年8月29日  | ☆    | 1R 1:52  | TKO     | ホエル・ラモス                           | メキシコ         |                                                           |
| 3            | 2009年9月4日   | ☆    | 2R 終了  | TKO     | ブラス・カマチョ                         | メキシコ         |                                                           |
| 4            | 2009年10月2日  | ☆    | 2R 2:40  | KO      | エリウ・ドゥエナス                       | メキシコ         |                                                           |
| 5            | 2009年11月21日 | ☆    | 1R 2:36  | TKO     | アントニオ・ビジャヌエバ                 | メキシコ         |                                                           |
| 6            | 2009年12月12日 | ☆    | 4R       | 判定3-0 | ルイス・イグナシオ・カストロ             | メキシコ         |                                                           |
| 7            | 2010年1月30日  | ☆    | 4R       | 判定3-0 | アドルフォ・ピメンテル                   | メキシコ         |                                                           |
| 8            | 2010年2月26日  | ☆    | 1R 2:04  | KO      | ルイス・アンヘル・パディジャ             | メキシコ         |                                                           |
| 9            | 2010年3月26日  | ☆    | 3R 0:24  | KO      | エクトール・ベルドゥスコ                 | メキシコ         |                                                           |
| 10           | 2010年4月30日  | ☆    | 2R 0:30  | KO      | ヘスス・アヤラ                           | メキシコ         |                                                           |
| 11           | 2010年6月26日  | ☆    | 2R 1:54  | TKO     | ホルへ・バレラ                           | メキシコ         |                                                           |
| 12           | 2010年7月30日  | ☆    | 2R 1:35  | KO      | ギレルモ・ロメロ                         | メキシコ         |                                                           |
| 13           | 2010年8月28日  | ☆    | 2R 1:32  | TKO     | ヒルベルト・フローレス・エルナンデス     | メキシコ         |                                                           |
| 14           | 2010年10月29日 | ☆    | 2R 2:28  | KO      | クリスチャン・ソラノ                     | メキシコ         |                                                           |
| 15           | 2010年12月17日 | ☆    | 6R 2:14  | TKO     | ロヘリオ・メディナ                       | メキシコ         | WBC世界ミドル級ユース王座決定戦                           |
| 16           | 2011年2月18日  | ☆    | 8R 2:20  | TKO     | ヘスス・アラス・ペレイラ                 | メキシコ         |                                                           |
| 17           | 2011年5月13日  | ☆    | 7R 2:13  | TKO     | フランシスコ・ビジャヌエバ               | メキシコ         |                                                           |
| 18           | 2011年7月16日  | ☆    | 2R 1:42  | TKO     | ネオイ・バルデス                         | コロンビア       | WBCユース防衛1                                            |
| 19           | 2011年9月24日  | ☆    | 5R 終了  | TKO     | アミルカー・エドガード・フネス・メリアン | アルゼンチン     | WBCユース防衛2                                            |
| 20           | 2011年11月26日 | ☆    | 4R 終了  | TKO     | サムエル・ミラー                         | コロンビア       | WBCユース防衛3                                            |
| 21           | 2012年4月14日  | ☆    | 10R      | 判定3-0 | ジェイミー・バルボザ                     | コスタリカ       | WBCユース防衛4                                            |
| 22           | 2012年6月16日  | ☆    | 8R 2:20  | TKO     | イサック・メンデス                       | メキシコ         | WBCユース防衛5                                            |
| 23           | 2012年8月25日  | ☆    | 10R      | 判定3-0 | リチャード・グティエレス                 | コロンビア       | WBCユース防衛6                                            |
| 24           | 2012年11月17日 | ☆    | 10R      | 判定3-0 | マルクス・アップショウ                   | アメリカ合衆国   | WBCユース防衛7                                            |
| 25           | 2013年4月20日  | ☆    | 3R 2:06  | KO      | フアン・デ・アンヘル                     | コロンビア       |                                                           |
| 26           | 2013年8月24日  | ☆    | 10R      | 判定3-0 | デリック・フィンデリー                   | アメリカ合衆国   |                                                           |
| 27           | 2014年2月1日   | ☆    | 1R 1:31  | TKO     | ドン・モートン                           | アメリカ合衆国   |                                                           |
| 28           | 2014年4月11日  | ☆    | 5R 2:47  | TKO     | ジョバンニ・ロレンソ                     | ドミニカ共和国   | NABA・NABO北米スーパーミドル級王座決定戦                  |
| 29           | 2014年7月19日  | ☆    | 1R 1:58  | TKO     | ジュニア・タリペウ                       | ニュージーランド | WBOインターナショナルスーパーミドル級王座決定戦 NABA防衛1 |
| 30           | 2014年11月15日 | ☆    | 8R 2:20  | TKO     | フルゲンシオ・スニガ                     | コロンビア       | WBOインターナショナル防衛1・NABA防衛2                     |
| 31           | 2015年1月24日  | ☆    | 10R      | 判定3-0 | マキシム・ウラゾフ                       | ロシア           | WBOインターナショナル防衛2・NABA防衛3                     |
| 32           | 2015年6月26日  | ☆    | 10R      | 判定3-0 | デレック・エドワーズ                     | アメリカ合衆国   | WBOインターナショナル防衛3・NABA防衛4                     |
| 33           | 2015年11月20日 | ☆    | 10R      | 判定3-0 | ゲボルグ・カーチキアン                   | オランダ         | WBOインターナショナル防衛4・NABA防衛5                     |
| 34           | 2016年4月9日   | ☆    | 12R      | 判定3-0 | アルツール・アブラハム                   | アルメニア       | WBO世界スーパーミドル級タイトルマッチ                     |
| 35           | 2017年4月22日  | ☆    | 12R      | 判定3-0 | マキシム・ブーサク                       | ウクライナ       | WBO防衛1                                                  |
| 36           | 2017年9月22日  | ☆    | 12R      | 判定3-0 | ジェシー・ハート                         | アメリカ合衆国   | WBO防衛2                                                  |
| 37           | 2018年2月3日   | ☆    | 6R 2:31  | TKO     | ハビブ・アメド                           | ガーナ           | WBO防衛3                                                  |
| 38           | 2018年6月30日  | ☆    | 12R      | 判定3-0 | ロアメル・アレクシス・アングロ           | コロンビア       | WBO防衛4                                                  |
| 39           | 2018年12月14日 | ☆    | 12R      | 判定2-0 | ジェシー・ハート                         | アメリカ合衆国   |                                                           |
| 40           | 2019年4月12日  | ☆    | 4R 終了  | TKO     | トミー・カーペンシー                     | アメリカ合衆国   |                                                           |
| 41           | 2020年12月18日 | ☆    | 10R 0:59 | TKO     | アルフォンソ・ロペス                     | アメリカ合衆国   | NABF北米ライトヘビー級タイトルマッチ                      |
| 42           | 2021年7月9日   | ☆    | 4R 1:38  | KO      | スリバン・バレラ                         | キューバ         |                                                           |
| 43           | 2021年12月18日 | ☆    | 10R 1:23 | TKO     | ユニエスキ・ゴンザレス                   | キューバ         |                                                           |
| 44           | 2022年5月14日  | ☆    | 4R 1:33  | KO      | ドミニク・ボーセル                       | ドイツ           |                                                           |
| 45           | 2022年11月5日  | ★    | 12R      | 判定0-3 | ディミトリー・ビボル                     | ロシア           | WBAスーパー・世界ライトヘビー級タイトルマッチ             |
| 46           | 2023年10月7日  | ☆    | 10R      | 判定3-0 | ジョー・スミス・ジュニア                 | アメリカ合衆国   |                                                           |
| 47           | 2024年3月30日  | ☆    | 12R      | 判定3-0 | アルセン・グラミリアン                   | フランス         | WBAスーパー・世界クルーザー級タイトルマッチ               |
| 48           | 2024年11月16日 | ☆    | 12R      | 判定3-0 | クリス・ビラム＝スミス                   | イギリス         | WBA・WBO世界クルーザー級王座統一戦 WBA防衛1・WBO獲得      |
| テンプレート |                |      |          |         |                                          |                  |                                                           |

## 獲得タイトル
- WBC世界スーパーミドル級ユース王座
- NABF北米スーパーミドル級王座
- NABO北米スーパーミドル級王座
- WBOインターナショナルスーパーミドル級王座
- WBO世界スーパーミドル級王座（防衛5=返上）
- NABF北米ライトヘビー級王座
- WBA世界クルーザー級スーパー王座（防衛1）
- WBO世界クルーザー級王座（防衛0）